# Metin Aktaş
Metin Aktaş (* 1. August 1977 in Akçaabat) ist ein ehemaliger türkischer Fußballtorhüter.

## Spielerkarriere

### Verein
Aktaş begann mit dem Fußballspielen in der Jugend seines Heimatvereins Akçaabat Sebatspor. Von hier aus wechselte er im Sommer 1993 in die Jugend vom türkischen Traditionsverein Trabzonspor. Hier erhielt er im Sommer 1995 einen Profivertrag, wurde aber weiterhin eineinhalb Jahre lang nur in der Reservemannschaft eingesetzt. Zur Rückrunde der Spielzeit 1996/97 wurde er vom neu eingestellten Trainer Yılmaz Vural in den Profikader aufgenommen. Sein Profidebüt gab er dabei am 23. März 1997 bei einer Erstligabegegnung gegen Kocaelispor. Bis zum Saisonende kam er auf acht Ligaspiele. Die nachfolgenden Jahre erkämpfte er sich immer wieder die Position des Stammtorhüters, verlor sie aber dann doch. Dennoch spielte er insgesamt sieben Spielzeiten für Trabzonspor und schaffte es durch überzeugende Leistungen zeitweilig in die Türkische Fußballnationalmannschaft. Zur Saison 2002/03 holte der Schwarzmeerverein den australischen Torhüter Michael Petkovic. Dieser wusste von Anfang an zu überzeugen und sorgte dafür, dass Aktaş in der gesamten Spielzeit 2002/03 lediglich bei einer Pokalbegegnung zum Einsatz kam. Zum Saisonende konnte Aktaş mit Trabzonspor den Türkischen Fußballpokal gewinnen und verabschiedete sich mit diesem Titel von seinem Verein.
Zur neuen Saison wechselte er zu seinem mittlerweile in der Süper Lig spielenden Heimatverein Akçaabat Sebatspor. Bereits nach einer Spielzeit verließ er den Verein wieder und heuerte bei Kayserispor an. Die nachfolgenden Jahre spielte er bei diversen Klubs der Süper Lig und der TFF 1. Lig.
Zur Spielzeit 2010/11 wechselte er in die TFF 2. Lig zu Şanlıurfaspor und zog nach einer halben Spielzeit zu Adana Demirspor weiter. Mit diesem Verein erreichte er am Ende der Spielzeit 2010/11 die Relegationsphase der 2. Lig und verpasste hier in letzter Instanz den Aufstieg in die TFF 1. Lig. Eine Spielzeit später gelang der Aufstieg über den Relegationssieg. Mit diesem Erfolg beendete Aktaş seine Karriere.

### Nationalmannschaft
Aktaş lief 19-mal für die türkische U-21 Nationalmannschaft auf. Mit seinem Team nahm er das erste Mal in der Verbandsgeschichte an einer U-21-Fußball-Europameisterschaft, der U-21-EM 2000, teil. Hier schied man jedoch bereits in der Gruppenphase aus.
In der Zeit von 2000 bis 2003 spielte er dreimal für die türkische Nationalmannschaft und war oft als Ersatzkeeper tätig.

## Erfolge
- Trabzonspor:
  - Türkischer Pokalsieger (1): 2002/03

- Adana Demirspor:
  - Meister der TFF 2. Lig (1): 2011/12
  - Aufstieg in die TFF 1. Lig (1): 2011/12

- Türkische U-21-Nationalmannschaft:
  - Teilnahme an der U-21-Fußball-Europameisterschaft (1): 2000